# 石橋正彦
石橋 正彦（いしばし まさひこ、1884年〈明治17年〉9月22日 - 没年不明）は、日本の政治家、会社役員、島根県多額納税者。島根県簸川郡平田町長。島根県会議員。

## 経歴
島根県人・石橋孫八の四男。1907年、第五高等学校第一部英法科を卒業。1911年、東京帝国大学法科大学政治学科を卒業。農業を営み、会社重役である。
1914年、農会長に推される。1915年、家督を相続する。1919年、簸川郡会議員に当選する。1921年、平田町会議員となる。1922年、島根県会議員に当選する。一畑電気鉄道監査役、産業組合中央会島根県支部長、島根県農会副会長をつとめる。
小作問題、農業の振興、道路橋梁、水利、港湾の施設、教育の刷新等に全力をつくす。

## 人物
五高から東大にかけて有名な端艇の選手だった。
石橋の死後16年を経て郷土の人々が石橋を想い、敬慕の念をもって銅像を立てた。
同期の永尾策郎は代議士として中央に進出するよう石橋にすすめたが、石橋は「一生地方の有志として郷党のために尽くす」という強い信念に生きた。
貴族院多額納税者議員選挙の互選資格を有する。『島根県案内誌』によると石橋は「性磊落にして鋭敏、容貌魁偉、些かの虚飾なく頗る天真爛漫である。平生寡黙多くを語らざるも機に触れば談論風発その尽くるところを知らず。」という。
住所は島根県簸川郡平田町新町（のちの平田市、現・出雲市）。

## 家族・親族
石橋家
- 父・孫八（1847年 - 1915年、衆議院議員[13]、地主）
- 姉・とみ（1876年 - ?、鳥取、坂口豊蔵の妻[5][7]、坂口清太郎の母[8]）
- 弟・英夫（1886年 - 1977年、島根、金藤シミの入夫となる）[7][8]
- 妻・愛子（1896年 - ?、島根、竹内福三郎の妹）[5][6][8]
- 息子・泰彦（1926年 - ?）[8]

親戚
- 実弟・金藤英夫（米子製鋼所支配人、米子銀行常務取締役）
- 姉の夫・坂口豊蔵（製糸業、米子製鋼所社長、米子銀行副頭取）
- 2代目坂口平兵衛（坂口合名会社・代表社員会長、衆議院議員）